# زمین‌لرزه ۱۹۹۶ لیجیانگ

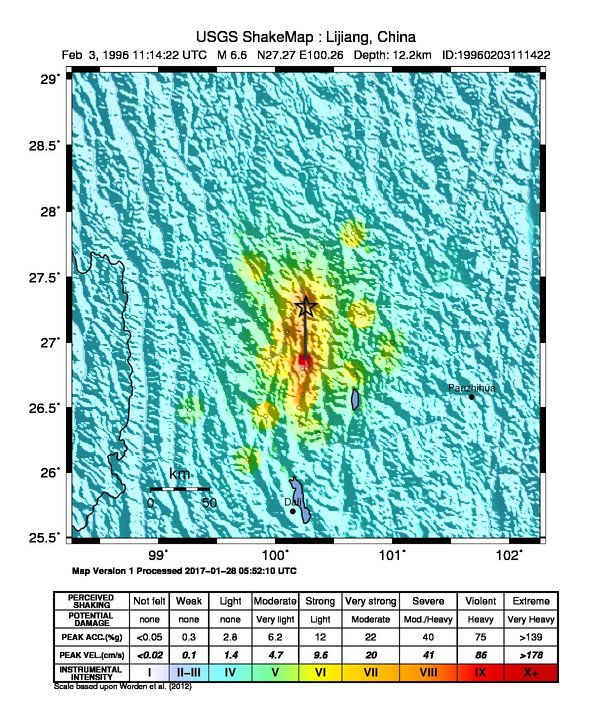
زمین‌لرزه لیجیانگ

زمین‌لرزه لیجیانگ  در تاریخ ۳ فوریه ۱۹۹۶ میلادی، برابر با ‎۱۴ بهمن ۱۳۷۴، ساعت ۱۱:۱۴:۲۰ به زمان یوتی‌سی در چین ، منطقه لیجیانگ رخ داد. ژرفای این زلزله ۳٫۷ کیلومتر بود، و بزرگی آن ۶٫۶ در مقیاس Mw اعلام شده‌است. زمین‌لرزه به وقت محلی در روز شنبه، ساعت ۱۹ روی داده و منطقه زمانی آن یوتی‌سی +۸ بوده‌است .
سازمان زمین‌شناسی آمریکا نیز رومرکز این زمین‌لرزه را در مختصات ۲۷°۱۷′۲۸″شمالی ۱۰۰°۱۶′۳۴″شرقی / ۲۷٫۲۹۱°شمالی ۱۰۰٫۲۷۶°شرقی و ژرفای آنرا در ۱۱ کیلومتر گزارش کرده‌است. بزرگی برگزیدهٔ این سازمان از میان بزرگیهای محاسبه‌شدهٔ مختلف ۶٫۶ در مقیاس Mw بوده و از دید اثر، در میان چهار دسته‌بندی «نامحسوس»، «محسوس»، «زیان‌آور» یا «با تلفات»، زلزله را «با تلفات» اعلام کرده‌است.نزدیک به ۳۵۸۰۰۰ ساختمان در زمین‌لرزه خراب شده‌است.
پروژهٔ «تنسور گشتاور مرکزوار» زاویه‌های (راستا، شیب، ریک) گسل سازندهٔ زمین‌لرزه و صفحه عمود بر آنرا (°۰، °۳۶، °۶۸-) یا (°۱۵۳، °۵۷، °۱۰۵-) و نوع گسل را «عادی» فرارسانده‌است.
شمار کشتگان زلزله حدود ۳۰۹ نفر بوده‌است.تعداد زخمیان ۱۷۰۵۷ نفر برآورده شده‌است.بی‌خانمان شدگان نیز ۳۲۰۰۰۰ نفر اعلام شده‌است.